# Резня в Сиековаце
Резня в Сиековаце (серб. Масакр у Сиековцу, хорв. Ubojstva u Sijekovcu) — массовое убийство сербского населения в селе Сиековац, в начале войны в Боснии и Герцеговине. С началом столкновений в Боснии и Герцеговине на её территорию вошли подразделения регулярной хорватской армии. Совместно с местными отрядами боснийских мусульман 26 марта 1992 года они вошли в село Сиековац (община Брод), где устроили резню мирного сербского населения, убив девять человек. Всего, за то время, пока село находилось под их контролем, от рук хорватских и мусульманских солдат погибли 46 человек.
Хорватскими солдатами в селе была сожжена православная церковь и 15 домов. Также, по данным сербских источников, хорватским солдатам командование 101-й бригады Хорватского совета обороны разрешило насиловать местных женщин.

## Память
В селе был установлен памятник погибшим: согласно официальному заявлению Республики Сербской, число жертв резни составило 47 человвек.
30 мая 2010 года к памятнику погибшим возложил венки президент Хорватии Иво Йосипович. Память погибших почтили также руководство Республики Сербской в лице Райко Кузмановича и Милорада Додика и боснийский политик Сулейман Тихич; Йосипович также зажёг свечу в память о погибших в церкви Святой Марины в Сиековаце. Однако в самой Хорватии некоторые граждане воспротивились поездке Йосиповича.
Суд Боснии и Герцеговины в 2014 году за убийства гражданских лиц осудил Земира Ковачевича, который во время резни в Сиековаце был солдатом Хорватского совета обороны. Ковачевич получил 10 лет тюрьмы за убийство сербов Йована и Петара Зечевичей.